# Mocreachi
Mocreachi (ros. Мокряки, Mokriaki) – wieś w Mołdawii (Naddniestrzu), w rejonie Grigoriopol, w gminie Hîrtop. W 2004 roku liczyła 6 mieszkańców.

## Położenie
Miejscowość znajduje się na lewym brzegu Dniestru, pod faktyczną administracją Naddniestrza, w odległości 20 km od Grigoriopola i 68 km od Kiszyniowa.

## Historia
Wieś została w 1924 roku. W okresie sowieckim stacjonowała w wiosce brygada wojskowa, znajdującego się w pobliżu kołchozu. We wsi otwarto szkołę podstawową, klub z instalacją kinową oraz sklep. Obecnie miejscowość jest na skraju całkowitego wyludnienia.

## Demografia
Według danych spisu powszechnego w Naddniestrzu w 2004 roku wieś liczyła 6 mieszkańców, z czego większość, 4 osoby, stanowili Mołdawianie.